# Pápoc
Pápoc là một thị trấn thuộc hạt Vas, Hungary. Thị trấn này có diện tích 31,32 km², dân số năm 2010 là 330 người, mật độ 11 người/km².